# قاسم زوية
قاسم محمد أو قاسم زوية هو لاعب ومدرب كرة قدم عراقي سابق كان يلعب في مركز الهجوم.، وهو صاحب أول هدف عراقي في ملعب الشعب الدولي وذلك في عام 1966 في مباراة ودية بمناسبة افتتاح الملعب أمام نادي بنفيكا. لعب قاسم زوية في صفوف نادي مصلحة نقل الركاب عام 58، ثم انتقل إلى نادي القوة الجوية لموسمي 64 و65، وفي العام 1967 دعي لأول مرة إلى تشكيلة المنتخب العراقي عن طريق المدرب إسماعيل محمد ومثل المنتخب في الدورة العربية، اعتزل كرة القدم في عام 1974، ليشرف على تدريب نادي القوة الجوية العراقي.